# 나니와 명교 50선
나니와 명교 50선(浪速の名橋50選 なにわのめいきょう50せん[*])은 오사카시에 설치된 전 교량을 대상으로 사단법인 도보쿠 학회 관서지부가 선정한 다리를 뜻한다. 아래의 50개 다리가 선정된 것이다.

## 선정 교량(가나다 순)
- 가모메 대교
- 가와사키 교
- 간자키 교
- 겐바치 교
- 고노하나 대교
- 고라이 교
- 교 교
- 기즈카와 교
- 나가라 교
- 나니와 교
- 니시키 교
- 니폰 교
- 다마쓰 교
- 다마에 교
- 다이쇼 교
- 다이코쿠 교
- 덴마 교

- 덴신 교
- 도요사토 대교
- 미나토 대교
- 사쿠라노미야 교
- 세쓰게이 교
- 센단 목교
- 센본마쓰 대교
- 쇼와 교
- 스가하라시로키타 대교
- 스미요시소리 다리
- 스이쇼 교
- 시모야마토 교
- 신사이 교
- 신시기 교
- 신요도카와 대교
- 아이아우 교
- 야마토 교

- 에비스 교
- 오에 교
- 오나미 교
- 오사카 교
- 와타나메 교
- 요도가와 대교
- 요도야 교
- 요시야 교
- 이마 교
- 이카이노신 교
- 주소 대교
- 조안바 교
- 호코나가시 교
- 혼마치 교
- 히고 교
- 히라노 교